# Championnats d'Europe de judo 1970
Navigation
Édition précédente Édition suivante
La 19eédition des championnats d'Europe de judo s'est déroulée du 23 au 24 mai 1970 à Berlin-Est, en Allemagne de l'Est.

## Résultats

### Individuels
| Épreuves                       | Or                         | Argent                | Bronze                                          |
| ------------------------------ | -------------------------- | --------------------- | ----------------------------------------------- |
| moins de 63 kg poids légers    | Jean-Jacques Mounier (FRA) | Sergey Suslin (URS)   | Dieter Scholz (GDR) Karl-Heinz Werner (GDR)     |
| moins de 70 kg poids mi-moyens | Rudolf Hendel (GDR)        | Dietmar Hoetger (GDR) | Engelbert Dorbandt (FRG) Edward Mullen (GBR)    |
| moins de 80 kg poids moyens    | Brian Jacks (GBR)          | Martin Poglajen (NED) | Horst Leupold (GDR) Otto Smirat (GDR)           |
| moins de 93 kg poids mi-lourds | Vladimir Pokataev (URS)    | Uwe Stock (GDR)       | Evgeny Solodukhin (URS) Pierre Albertini (FRA)  |
| plus de 93 kg poids lourds     | Klaus Glahn (FRG)          | Willem Ruska (NED)    | Heinz Schulze (GDR) Dirk Eveleens (NED)         |
| Toutes catégories              | Klaus Hennig (GDR)         | Willem Ruska (NED)    | Sergey Novikov (URS) Jean-Claude Brondani (FRA) |

### Par équipes
| Épreuve     | Or                                                                                                | Argent                                                                             | Bronze |
| ----------- | ------------------------------------------------------------------------------------------------- | ---------------------------------------------------------------------------------- | --- |
| Par équipes | Union soviétique Sergej Suslin David Rudman Anatoli Bondarenko Wladimir Pokatajew Giwi Onaschwili | Pays-Bas Jan Gietelinck Eddy van der Poel Jan Snijders Peter Snijders Willem Ruska | Autriche Erich Butka Gerold Jungwirth Lutz Lischka Eduard Aellig Heinrich Mayerhofer France Serge Feist Patrick Vial Guy Auffray Jean-Paul Coche Pierre Albertini Jean-Claude Brondani |

## Tableau des médailles
Les médailles de la compétition par équipes ne sont pas comptabilisées dans ce tableau.
| Rang  | Nation               | Or | Argent | Bronze | Total |
| ----- | -------------------- | -- | ------ | ------ | ----- |
| 1     | Allemagne de l'Est   | 2  | 2      | 5      | 9     |
| 2     | Union soviétique     | 1  | 1      | 2      | 4     |
| 3     | France               | 1  | 0      | 2      | 3     |
| 4     | Allemagne de l'Ouest | 1  | 0      | 1      | 2     |
| 4     | Royaume-Uni          | 1  | 0      | 1      | 2     |
| 6     | Pays-Bas             | 0  | 3      | 1      | 4     |
| Total | Total                | 6  | 6      | 12     | 24    |

## Sources
- Podiums complets sur le site JudoInside.com.

- Epreuve par équipes sur le site allemand sport-komplett.de.

- Podiums complets sur le site alljudo.net.

- Podiums complets sur le site Les-Sports.info.